# Pinpeat
Le Pinpeat (khmer : ពិណពាទ្យ) est un orchestre ou ensemble de musique du Cambodge, qui interprète essentiellement des musiques jouées à la cour royale et dans les temples. 

## Étymologie
Selon le dictionnaire khmer "Chuon Nath", le “pinpeat” est composé des termes sanskrit (ពិណពាទ្យ, translittération biṇ bādy, du sanskrit vīṇā : vînâ et vādya : instrument de musique). Le dictionnaire Chuon Nath mentionne, en outre, que le terme piphat est également utilisé par les Cambodgiens qui connaissent le thaï. Cela aurait été attribué à la suite de l'annexion des anciennes provinces du nord du Cambodge.

## Description
Le "Pinpeat" accompagne les danses interprétées dans la cour royale, dans le théâtre d'ombres Sbek Thom (ណាំងស្បែក, « figurines de cuir »), nang sbek ou nang sbek thom lakhon khol (ល្ខោនខោល, « théâtre d'acteurs masculins »). Lors des cérémonies religieuses, il accompagne les hymnes chantés à la "gloire de Rāma" Reamker (khmer : រាមកេរ្តិ៍ issu du sanskrit kīrti qui veut dire gloire), la version khmère du Râmâyana.
Il est analogue aux orchestres thaïlandais de piphat. Il est au service des danses sacrées royales et des pagodes, des lieux dans lesquels il accompagne chaque fête religieuse, notamment dans la province de Battambang.

## Instruments utilisés
L'orchestre est composé d'environ neuf ou dix instruments, principalement à vent et de percussion (dont plusieurs sortes de xylophones et de tambours).
Instruments à percussion :
Le Xylophone de bambou (Roneat) est constitué d'une série de lames disposées au-dessus d'un résonateur global en forme de bateau. On distingue le Xylophone en bambou aigu du plomb (Oneat), le xylophone grave (Roneat thung (en)), et le xylophone métallique (Roneat dek (en)).
Le Métallophone est un instrument idiophone mélodique composé d'un jeu de lames ou de plaques de métal mises en vibration par percussion. Le terme est apparu au XIXe siècle, une dizaine d'années après xylophone, néologisme inventé pour désigner un instrument aux lames de bois.
Les jeux de gongs kong thom (en), skor thom et les cymbalesChing (musical instrument) (en) (aussi appelées Chheng, khmer : ឈិង ou Chhing, thaï : ฉิ่ง) sont de petites cymbales qui sont tintées avec les doigts.
Les tambours et le tonneau, Samphor (khmer : សំភោរ) joué avec les deux mains. Les (ស្គរ, ou sko), les grands tambours taiko, joués avec des baguettes.
Instruments à vent :
les sralai (hautbois),
les flûtes, sralai sralai thom et sralai toch, et la flûte en bambou khloy, qui était utilisée naguère à la place du sralai.
À cet ensemble percussif est proche du gamelan indonésien, et a des variantes au Laos (pimphat) et en Thaïlande (piphat) peuvent s'adjoindre un chanteur soliste ou un chœur, en alternance avec les parties instrumentales.